# بویان بوتوو
بویان بوتوو (به بلغاری: Boyan Botevo) یک منطقهٔ مسکونی در بلغارستان است که در Mineralni Bani واقع شده‌است.